# Cacao Grijalva
El cacao de Grijalva es una denominación de origen que se cultiva en el occidente del estado de Tabasco, al sur de México. La denominación comprende la región de La Chontalpa, bañada por las aguas del río Grijalva. En esta región se cosecha el cacao (Theobroma cacao) desde tiempos prehispánicos, donde se da el clima y suelo idóneos para su producción. Tabasco es el mayor productor de cacao de los estados mexicanos (68% del total nacional en 2016).
Los cacaos se clasifican tradicionalmente en criollo, forastero y trinitario, que es una mezcla de criollo y forastero. También se cultiva pataxte (Theobroma bicolor), aunque no entra dentro de la protección de origen. El cacao está íntimamente relacionado con las gentes de la Chontalpa desde tiempos inmemoriales; Algunos usos tradicionales del cacao en Tabasco son el chorote o pozol, atole, polvillo, mole y chocolate casero.
Es una de las 16 denominaciones de origen de México desde el 29 de agosto de 2016. El movimiento Slow Food lo nombró «Baluarte Cacao de la Chontalpa» por su calidad única y su forma de producción tradicional y sostenible.

## Historia

### Época prehispánica
El primer uso humano del cacao data de la cultura olmeca, siglos XV y V a. C. Este grupo indígena, que habita el área que comprenden los actuales estados de Tabasco y sur de Veracruz, cultivaron la planta del cacao y elaboraban bebidas a base de agua y habas de cacao nixtamalizadas y pulverizadas, a menudo endulzadas con miel de abeja. Estas bebidas de chocolate, destinadas a la nobleza y los soldados, se condimentaban con vainilla, flor de oreja, pimienta, hierba santa o bien se teñía de achiote, simulando el color rojizo de la sangre. Sin embargo, la gente común no consumía el cacao en forma de chocolate sino mezclado con harina de maíz (pozol).
Las bebidas de cacao tenían una estrecha relación con la religión, y eran consumidas en rituales o festividades asociadas a la siembra del cacao, como durante el mes de Muán, cuando se bebía el chocolate en onor a Ek Chuah, dios maya del cacao.
Posteriormente extenderían su uso a otras culturas mesoamericanas; a saber, los mexicas a partir del siglo XIV a. C. y los mayas a partir del siglo VI a. C. Para una mayor profundidad en la historia temprana del cacao en el contexto prehispánico, es imperativo considerar las investigaciones de los antropólogos Michael D. Coe y Sophie D. Coe.

### Época virreinal
De la época imperial datan las primeras haciendas cacaoteras. A pesar de que el cacao ya se consideraba alimento desde época prehispánica, no fue hasta el siglo XVI-XVII que se empieza a hablar del chocolate. De hecho, el término «chocolate» (quizá del náhuatl, xocolatl) no aparece mencionado en los textos y códices previos a la conquista, y en el idioma náhuatl no aparece tal palabra hasta el siglo XVIII. Serán los españoles los que le incluirán leche de vaca al cacao, y lo aromatizarán con ajonjolí, almendras, anís, avellanas, canela y huevo entre otros. 
Tabasco abastecía de cacao a sus provincias vecinas. Por poner un ejemplo, en 1781 no hubo un solo mes sin que dejaran de salir entre tres y ocho guías con cargas de cacao de Ixtacomitán a Tuxtla, muchas de ellas con pase a Oaxaca. Entre la Chontalpa y Villahermosa se produjo un importante flujo comercial del cacao, por medio del mismo sistema fluvial de Grijalva, y desde el puerto partiría en rutas marítimas a Veracruz, La Habana y otros lugares del Imperio. Tanto el informe de la comisión que envió el visitador general de la Nueva España, José de Gálvez, entre 1765 y 1766 a Tabasco, como el de los Oficiales Reales de Veracruz en 1778, mencionan a la provincia de Tabasco como la principal productora de cacao de la Nueva España. El sistema de haciendas (así como otras unidades productivas dedicadas al comercio) se consolidan en el último medio siglo de la época imperial, lo que sumado a la liberalización económica y la llegada de capitales a Tabasco dio un impulso al mercado del cacao.

### Sigloxx
En 1960, los productores buscan asociarse con el objetivo de facilitar el acceso del cacao tabasqueño a los mercados internacionales. De esta manera nace la Unión Nacional de Productores de Cacao (UNPC), con sede en Cárdenas. En sus primeras décadas de vida, la UNPC tuvo diversos logros relevantes como fue atraer inversiones para la modernización de la infraestructura (como plantas fermentadoras), el establecimiento de normas y estándares de calidad, y la investigación para la mejora del rendimiento. Gracias a ello, en 1985, la producción de cacao en Tabasco alcanzó su pico con 34 043 t.
Durante la última década del siglo xx, la producción de cacao viene mermando enormemente debido a varios factores: las plagas, la falta de apoyo externo, la inacción y fragmentación de la UNPC, así como el cambio de los trabajadores agrícolas por otras actividades más rentables, como la minera-petrolera. Con todo, en 1990, la asociación civil Asesoría Técnica en Cultivos Orgánicos desarrolló un proyecto con grupos de productores con algún tipo de marginación y crear una red de producción de 12 cooperativas cacaoteras, con el objetivo de acceder a nuevos mercados de manera independiente.

### Actualidad (sigloxxi)
En 2003 culminó un proceso de certificación para el cultivo de cacao Grijalva, siendo el primer cacao mexicano en obtener este reconocimiento. A partir de 2004, se comienzan las primeras exportaciones al mercado europeo. Aunque el volumen de cacao que se produce en la actualidad no es comparable al de los años 1980 (en 2018 apenas superó las 18 200 t), la certificación ha dado un nuevo impulso a la producción. Siguen existiendo amenazas como las frecuentes plagas y, más recientemente, un factor de riesgo cada vez más común es la inseguridad, ya que se han reportado numerosos casos de robos, llegando incluso a irrumpir en las plantaciones a mano armada.
Hoy en día principal comprador de cacao Grijalva en la actualidad es la macroempresa suiza Nestlé, que además es la mayor chocolatera del mundo. En 2013, hizo público la Nestlé Cocoa Plan (localmente, Plan Cacao), iniciativa por la cual se invirtieron 100 000 000 MXN, beneficiando a más de 4 000 productores en los estados de Chiapas, Guerrero y, por supuesto, Tabasco. El Plan Cacao tiene como objetivo principal aumentar la producción cacaotera, mediante la transferencia de tecnología, la investigación y asesoría, la capacitación técnica y la distribución de plantas cacaoteras de mayor rendimiento, siempre en la línea de los intereses privados de la empresa y buscando la sostenibilidad de la producción. Entre la inauguración del Plan y 2020, se ha observado un significativo aumento de la producción (+70%) y se ha formado a 1 100 trabajadores en escuelas de agroemprendimiento.
El mismo año 2013, la Secretaría de Desarrollo Agropecuario, Forestal y Pesquero del Estado (sedafop) solicitó la Declaración General de Protección de la Denominación de Origen Cacao Grijalva ante el Instituto Mexicano de la Propiedad Industrial (IMPI), la cual se hizo oficial tres años después, en el 2016. En 2015 se reportaron 9.975 familias campesinas dedicadas al cultivo de cacao.

## Denominación de origen
El 29 de agosto de 2016, el gobierno mexicano otorga la denominación de origen Cacao Grijalva vinculándolo a la región conocida como Región Grijalva de Tabasco, integrada por tres subregiones productivas, las cuales, a su vez, están integradas por 11 municipios.
A nivel internacional, el gobierno mexicano registró la denominación de origen ante la Organización Mundial de la Propiedad Intelectual, conforme al Sistema de Lisboa, en 2017, para la misma región.

### Municipios

Mapa de la producción de cacao en Tabasco (2015).

Los municipios que gozan de la denominación de origen son: Cárdenas, Comalcalco, Cunduacán, Huimanguillo, Paraíso, Centro, Jalpa de Méndez, Nacajuca, Jalapa, Tacotalpa y Teapa. Se encuentran en las subregiones de Chontalpa, Sierra y Centro, llamadas colectivamente región Grijalva por el río Grijalva, que atraviesa la región.

## Factores geoclimáticos
Tabasco goza de un clima tropical húmedo, con estación lluviosa y seca bien diferenciadas, lluvias abundantes en verano (la precipitación media anual es de 2,432 mm), y temperaturas medias anuales que llegan a superar los 26 °C (siendo los valores mínimos 15-22 °C en enero, y los máximos 30-42 °C en mayo). La mayor parte del estado consiste en llanuras aluviales, es decir, amplias planicies provocadas por la gran cantidad de ríos, pantanos (popales) y abundantes lluvias.
Esta situación geográfica y climática propician ecosistemas selváticos, ricos en biodiversidad, sabanas tropicales y manglares.

## Cultivo

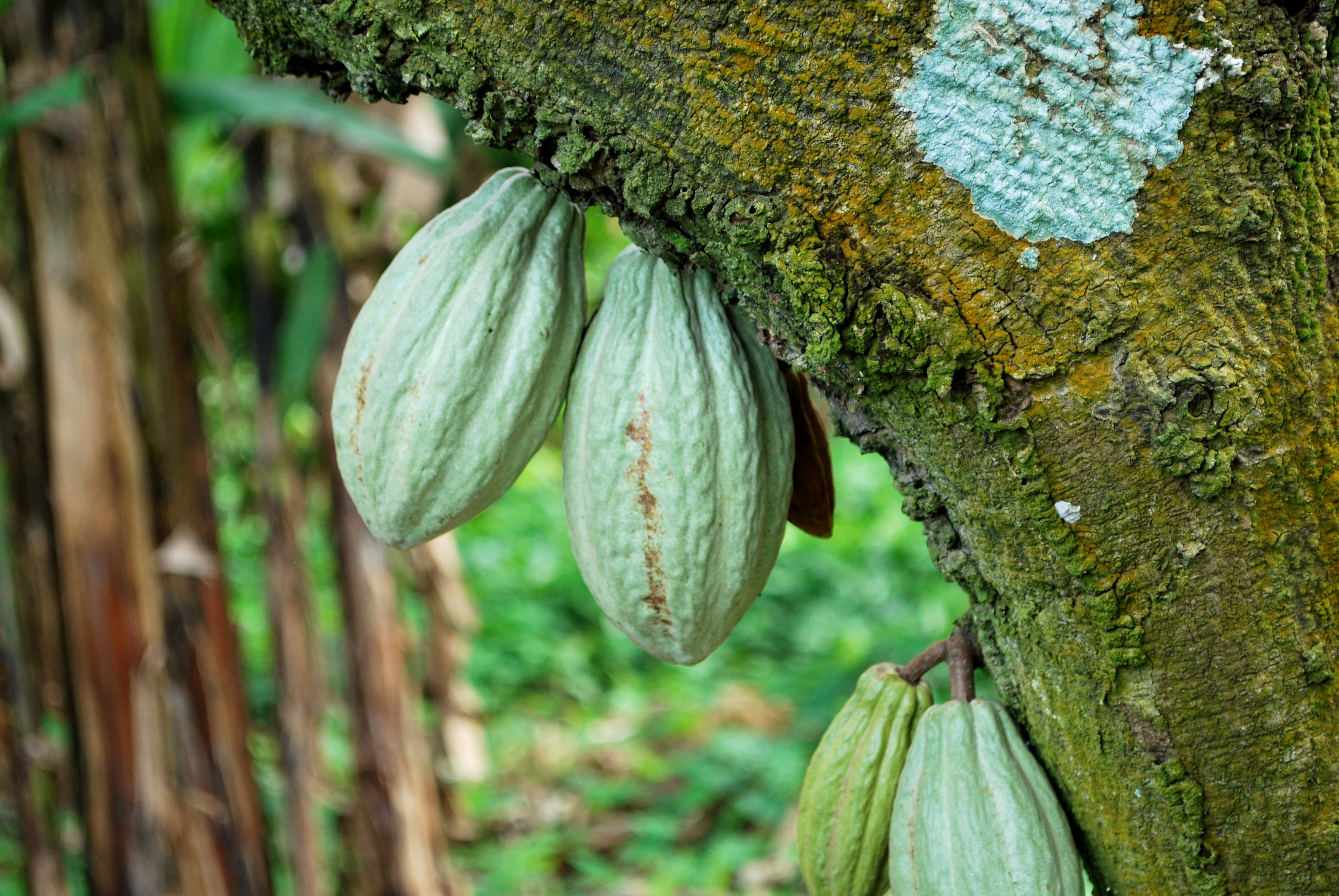
Frutos de cacao todavía verdes.

Alrededor de 40.000 ha en Tabasco son cacaotales. En 2001, Tabasco fue el productor del 80% de todo el cacao mexicano, y concentraba el 67.1% de la tierra dedicada a su cultivo.
La forma en que se cultiva el cacao en Tabasco contribuye a la preservación del medio ambiente y la biodiversidad. El sistema agroforestal de los cacaotales incluye a otros árboles maderables como el cedro rojo, el caracolillo o la palma de corozo, frutales como el aguacate, el mango o el mamey, así como el cocohite, el moté o el chipilcohite, que proporcionan sombra. También laurel, achiote, yuca, camote, piñas, heliconias, chayote, papa voladora, jujo, etc. que el productor cultiva para el autoconsumo o para venta a menor escala. Este sistema agroforestal reduce el gasto de agua y captura CO2 de la atmósfera.
Un fruto de cacao comprende en torno a 10 «mazorcas», que equivale más o menos a un kilo neto (coloquialmente, en baba)

### Plantación y propagación

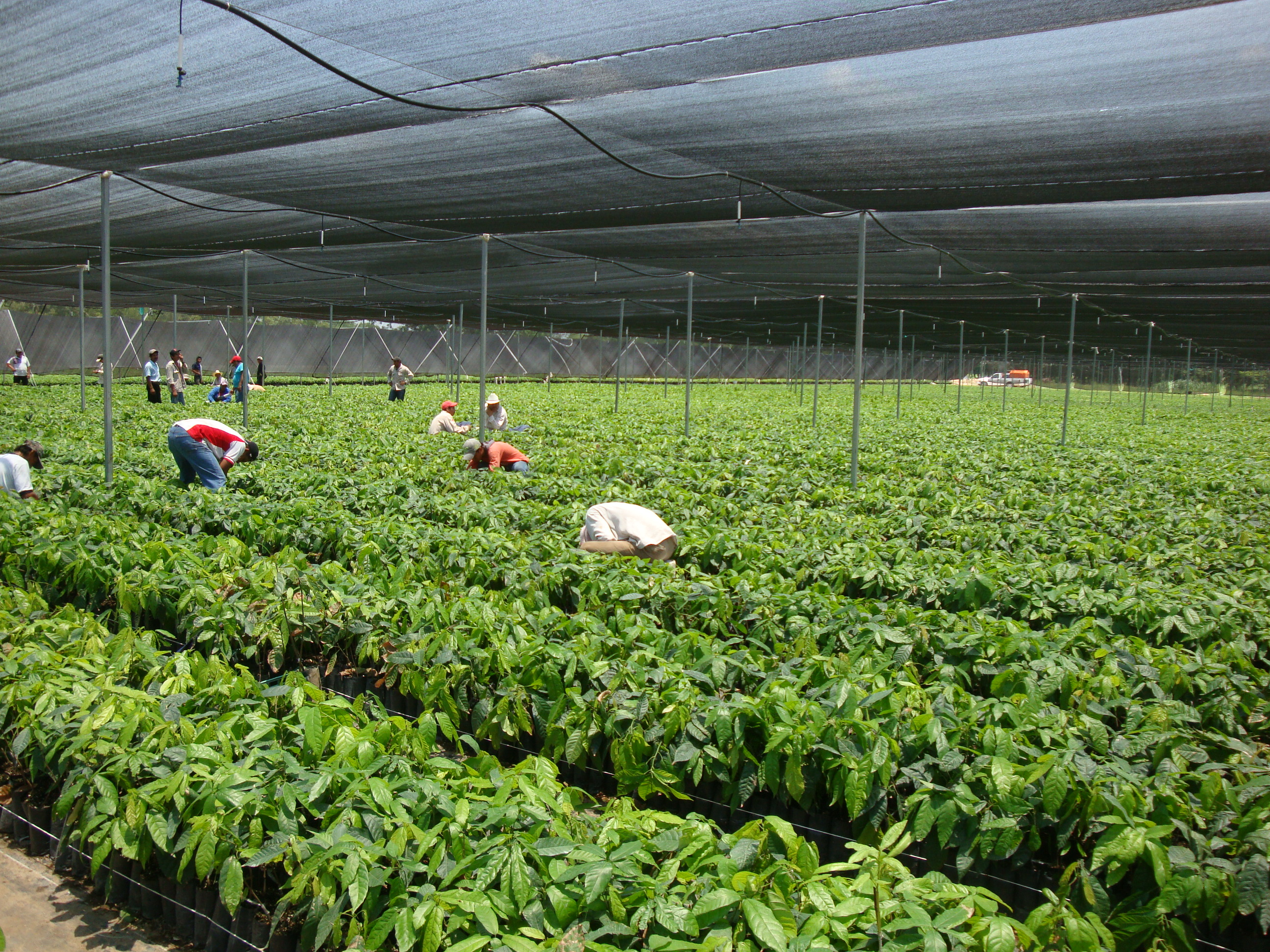
Invernadero con plantas jóvenes de cacao que han sido injertadas (Comacalco, 2011).

Antiguamente, la forma natural de cultivar cacao pasaba por sembrar las semillas y esperar alrededor de 5 años para poder cosechar los primeros frutos. En la actualidad, se están adoptando técnicas de propagación vegetal que aceleran el proceso y aumentan la producción.
El injerto, que acorta la etapa primaria de crecimiento de un árbol, consiste en cortar con una rama sana (vareta) de un árbol maduro, de la cual solo se ocupa la yema, que se va a insertar en un árbol joven (patrón) a modo de parche. Rápidamente se tapa y se venda. También se puede hacer injerto directamente de la vareta. La vareta y el patrón deben tener el mismo grosor para no perder el injerto.
A los 10-15 días se desvenda y se comprueba que el injerto funcionó, y se eliminan hojas sobrantes y chupones. Medio año después aproximadamente, se trasplanta a la tierra. El árbol comenzará a proveer frutos 2 años más tarde. Se eligen varetas de los árboles más sanos y prolíficos.
Otros medios de propagación del cacao son el acodo o la estaca. Estas técnicas son difíciles y hasta que no se dominan se pueden echar a perder muchas plantas. En caso de no hacerse injerto, se denomina pie franco (al igual que en la viticultura) y el árbol tarda 4 años en dar sus primeros frutos. Sin embargo, la práctica del injerto es muy recomendable para aumentar enormemente la producción.

### Poda
Cuando el árbol joven deje de crecer en altura y forme el verticilo (esto es a los 12-14 meses del trasplante), es primordial realizar la poda de formación, que refuerza la vigorosidad del árbol y consiste en cortar todos los chupones que le brotar abundantemente y que, a largo plazo, reducen su rendimiento. En las próximas podas, denominadas de mantenimiento, la intención es mantener la estructura que se le dio en la primera poda, y se harán cada seis meses. La poda de saneamiento se aplica para evitar las enfermedades.  
Aparte del despunte, también se aplica el desmamone, es decir, la eliminación de los mamones, es decir, las yemas o brotes que nacen en las axilas de las hojas en el tallo. Este proceso aumenta el rendimiento, y aunque originalmente se hacía manualmente, hoy en día es más común hacerlo con productos químicos (FST-7, Prowl 400, MH-30), para abaratar el coste. 
Fertilizantes por lo general no se aplican a excepción de los foliares, que sirven para mantener la humedad de la planta.

### Polinización y floración
El principal polinizador en los cacaotales de Tabasco es la mosquilla del cacao (Forcipomyia spp.), entre otros insectos.

### Plagas
Una de las plagas más destructivas de los cacaotales tabasqueños es la moniliasis, provocada por el hongo Moniliophthora roreri y la «escoba de bruja», provocada por Moniliophthora perniciosa. Estos hongos estropean por completo las mazorcas y las hacen inservibles. Tan grande fue el impacto de la moniliasis que provocó cambios en el uso del suelo y el desplazamiento de actividades productivas hacia otras áreas con menor incidencia de esta enfermedad. Otra enfermedad igualmente grave es la «mancha negra» o «pudrición de la mazorca», que también afecta a raíz y hojas, provocada por la protista Phytophthora capcisi. Esta plaga se controla mediante aspersiones de oxicloruro de cobre o caldo bordelés, una mezcla de sulfato, cal y agua. También es común el uso de paratión metílico, que sin embargo es dañino para la salud humana y el medio ambiente.
Otras plagas comunes del cacao son el gusano falso medidor, el piojillo, la hormiga cojonera y el salivazo, un tipo de homóptero. También diferentes especies de chinches: sahlbergella, distantiella y helopeltis. Una poda mal hecha puede hacer que las zonas segadas se pudran por hongos o atraigan comejenes (termitas). Asimismo, ciertos animales que se alimentan del mucílago interior dañan frecuentemente los cultivos, en especial la ardilla negra y el pájaro carpintero chojó.

## Cosecha
Cuando los frutos maduran y se tornan de un color amarillo, se inicia la cosecha de cacao. La cosecha ocurre dos veces al año: en otoño (septiembre-noviembre) y en primavera (marzo-mayo). Tras recogerse, los frutos se «quiebran» con un machete para extraer las semillas. La costumbre es cosechar los primeros cinco días de la semana y quebrar el sábado. Después, las semillas se lavan y se secan al sol (si el clima lo permite, ya que Tabasco es una región muy lluviosa).
Varios factores afectan la producción por hectárea (p⁄ha). Uno de ellos es la edad de los árboles, pues son los más jóvenes los de mayor rendimiento.

## Variedades

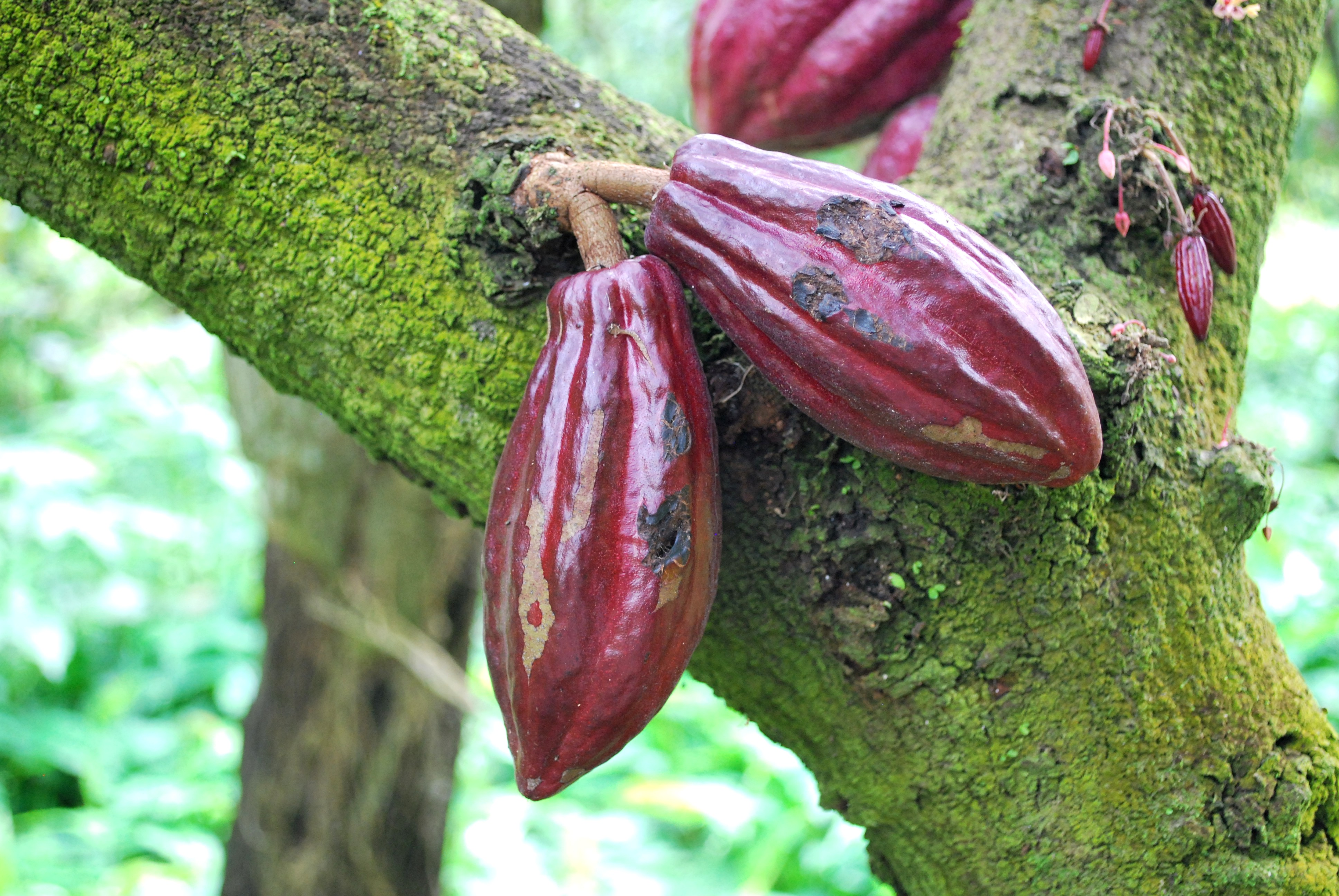
Frutos de cacao trinitario.

El cacao se clasifica en criollo (Theobroma cacao ssp. cacao; 1 % de la producción mundial), considerado de mayor calidad, forastero (T. cacao ssp. sphaeorocarpum; 80 %), considerado de más baja calidad, y trinitario (cacao × sphaeorocarpum; 19 %), un híbrido entre los otros dos. El forastero (o amazonia) es el mayormente producido, ya que es un árbol resistente y da más frutos; fue introducido por los europeos en las diversas zonas tropicales del mundo para responder a la demanda de chocolate en Occidente. Al cacao criollo se le atribuye un sabor más complejo, ligeramente amargo y de aroma afrutado, mientras que el forastero posee un sabor plano y una mayor cantidad de taninos, lo que le confiere un sabor más amargo y ácido.
Se considera el trinitario como el que más prevalece en Tabasco, que a su vez se subdivide en otras variedades locales: Amelonado, Angoleta, Guayaquil, Calabacillo, Cundeamor...etc. Entre los cacaos criollos, destaca la variedad Carmelo 1.
Este sistema para organizar los cacaos fue propuesto por el Centro de Comercio Internacional en 1991, el cual define el cacao criollo como aquel que fue cultivado originalmente en las selvas húmedas de México, América Central y la zona norte de Sudamérica.
Sin embargo, varios autores han cuestionado esta clasificación ya que responde principalmente a razones históricas y comerciales, no en criterios agrobotánicos u organolépticos. La Base de datos internacional de germoplasma de cacao (ICGD) estimó que entre un 15 y un 44% de las identificaciones de cacao eran erróneas. No existen tres «variedades» de cacao, sino que a lo largo de la historia se han producido cruces (naturales o controlados) entre diferentes tipos de cacao, que han creado una gran variabilidad, dificultando la tarea de distinguir y catalogar las variedades con base en los fenotipos.
Mucho del chocolate etiquetado como "criollo" son razas que en su forma y aspecto son similares al criollo, pero que son genéticamente diferentes. Tampoco los forasteros ni los trinitarios son ninguna variedad específica. En 2008, el ingeniero agricultural Juan C. Motamayor et al. propuso una nueva clasificación de 10 variedades en base al germoplasma del cacao para mejorar su manejo: Amelonado, Contanama, Criollo, Curaray, Guiana, Iquitos, Marañón, Nacional, Nanay y Purús. De estos, sólo el criollo se encuentra en México.

## Turismo

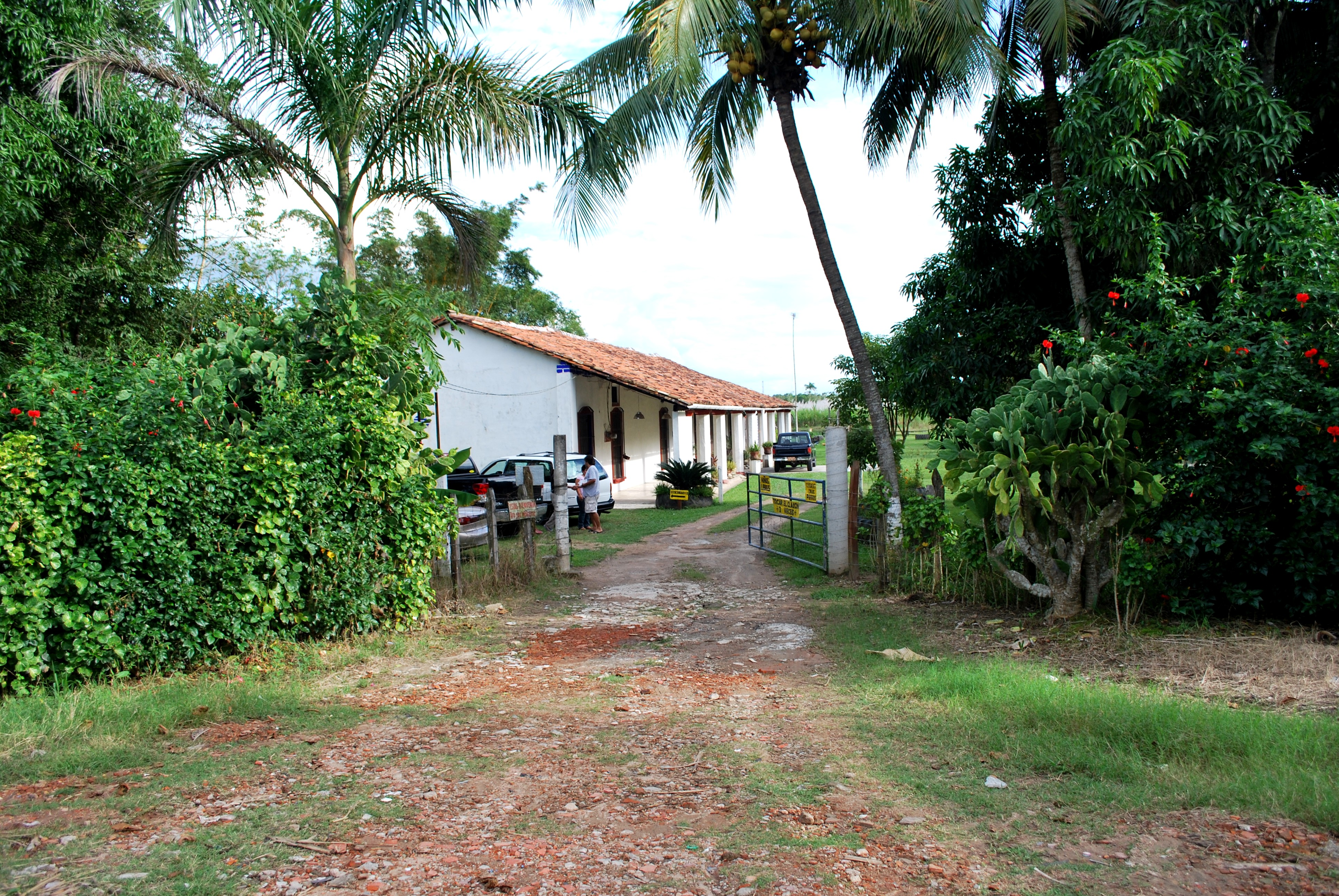
Hacienda cacaotera.

Desde 2010 se celebra en la capital de Tabasco, Villahermosa, el Festival del Chocolate. Las haciendas cacaoteras visitables del estado son:
- Hacienda Cholula (Comalcalco)
- Hacienda Jesús María (Comacalco)
- Finca La Luz (Comacalco)

## Lectura complementaria
- Quintero R., Mª L.; Díaz Morales, K. M. (2004). «El mercado mundial del cacao». Revista Agroalimentaria 9 (18). ISSN 1316-0354. Consultado el 2 de noviembre de 2020.

- Datos: Q93521172